# 97号美国国道
97号美国国道（英語：U.S. Route 97）是一条南北方向的美国国道。该公路连接了加利福尼亚州威德和华盛顿州埃伦斯堡，全长663英里。